# Geldersestraat
De Geldersestraat is een straat in Geldermalsen. De weg verbindt de Markt met het oosten van het dorp. De eeuwenoude straat ligt, net als een groot deel van het Geldermalsense centrum, geheel buitendijks, wat vrij bijzonder is. Vanouds heette de straat Gelderschestraat.
Het eerste deel van de Geldersestraat is alleen toegankelijk voor voetgangers en maakt deel uit van het winkelgebied. Voorheen (begin twintigste eeuw) was de straat wel toegankelijk voor autoverkeer, maar vanwege de toename hiervan werd besloten autoverkeer uit het smalle deel van de straat te weren. In de jaren zeventig werd de Gelderse Luifel gebouwd. De winkelstraat werd een soort passage met aan beide zijden van de straat een overkapping voor de winkels, zodat het winkelgebied ook in periodes van regen bezoekers trok. Eind twintigste eeuw werd de luifel echter afgebroken. Een klein gedeelte van de luifel staat er nu echter nog steeds.
Aan het einde van de winkelstraat bevindt zich de Stoep van Baaijens, zoals dit deel van de straat in de volksmond werd genoemd. Het gaat om het stuk straat tussen de winkelstraat en de kruising Herman Kuijkstraat/Koninginnelaan.
Aan het laatste deel van de Geldersestraat zijn vooral woningen te vinden, met hier en daar een winkel. De straat eindigt op het dijklichaam van de Lingedijk. De weg gaat daar over in Willem de Zwijgerweg.